# Сульфид цирконила
Сульфид цирконила — неорганическое соединение, оксосоль металла циркония и сероводородной кислоты с формулой ZrOS. При нормальных условиях представляет собой жёлтый порошок.

## Физические свойства
Сульфид цирконила образует жёлтое твёрдое вещество.

## Химические свойства
- Воспламеняется при нагревании:

{\displaystyle {\mathsf {2ZrOS+3O_{2}\ {\xrightarrow {T}}\ 2ZrO_{2}+2SO_{2}\uparrow }}}